# Crni Vrh (gmina Medveđa)
Crni Vrh (cyr. Црни Врх) – wieś w Serbii, w okręgu jablanickim, w gminie Medveđa. W 2011 roku liczyła 86 mieszkańców.